# Lista över svenskar som vunnit Calder Cup
Detta är en lista över svenskar som vunnit Calder Cup i AHL.
- 1984/1985  Thomas Rundqvist, Sherbrooke Canadiens
- 1986/1987  Mikael Andersson, Rochester Americans
- 1987/1988  Magnus Roupé, Hershey Bears
- 1990/1991  Mikael Andersson, Springfield Indians
- 1994/1995  Ricard Persson, Albany River Rats
- 1998/1999  Elias Abrahamsson, Providence Bruins
- 1999/2000  Johan Witehall, Hartford Wolf Pack
- 2001/2002  Andreas Karlsson, Chicago Wolves
- 2002/2003  Johan Holmqvist och Rickard Wallin, Houston Aeros
- 2004/2005  David Printz, Philadelphia Phantoms
- 2005/2006 Jonas Johansson och Martin Wilde, Hershey Bears
- 2008/2009  Staffan Kronwall, Hershey Bears
- 2010/2011  Robin Lehner, Binghamton Senators
- 2012/2013  Adam Almqvist, Joakim Andersson och Gustav Nyquist, Grand Rapids Griffins
- 2013/2014  Patrik Nemeth och Cristopher Nihlstorp, Texas Stars
- 2014/2015  Adrian Kempe, Manchester Monarchs[1]
- 2015/2016  Anton Forsberg och Daniel Zaar, Lake Erie Monsters
- 2016/2017  Axel Holmström, Grand Rapids Griffins
- 2017/2018  Andreas Borgman, Pierre Engvall, Carl Grundström, Andreas Johnsson, Timothy Liljegren, Calle Rosén och Dmytro Timashov, Toronto Marlies
- 2018/2019  Jesper Sellgren, Charlotte Checkers
- 2021/2022  Noel Gunler och Jesper Sellgren, Chicago Wolves
- 2022/2023  Gabriel Carlsson, Hershey Bears
- 2023/2024  Hardy Häman Aktell, Hershey Bears
- 2024/2025  Linus Karlsson och Jonathan Lekkerimäki, Abbotsford Canucks